# Puente del Cristo de la Expiración (Sevilla)
El puente del Cristo de la Expiración es un puente urbano situado en la ciudad de Sevilla que atraviesa el río Guadalquivir y supone la salida natural de la ciudad hacia el Aljarafe y la provincia de Huelva. Fue construido en 1991.

## Diseño y estructura
Es una estructura de acero, con dos arcos rebajados de 130 metros de luz y sin soporte bajo el agua, que sostiene un tablero de 223 m. x 30 m y 30,5m de ancho, diseñado por José Luis Manzanares Japón, inspirado en el puente Alejandro III de París.
Los pasos peatonales a lo largo del puente están cubiertos con lonas blancas que cuelgan de mástiles y alivian el calor de los viandantes.

## Construcción

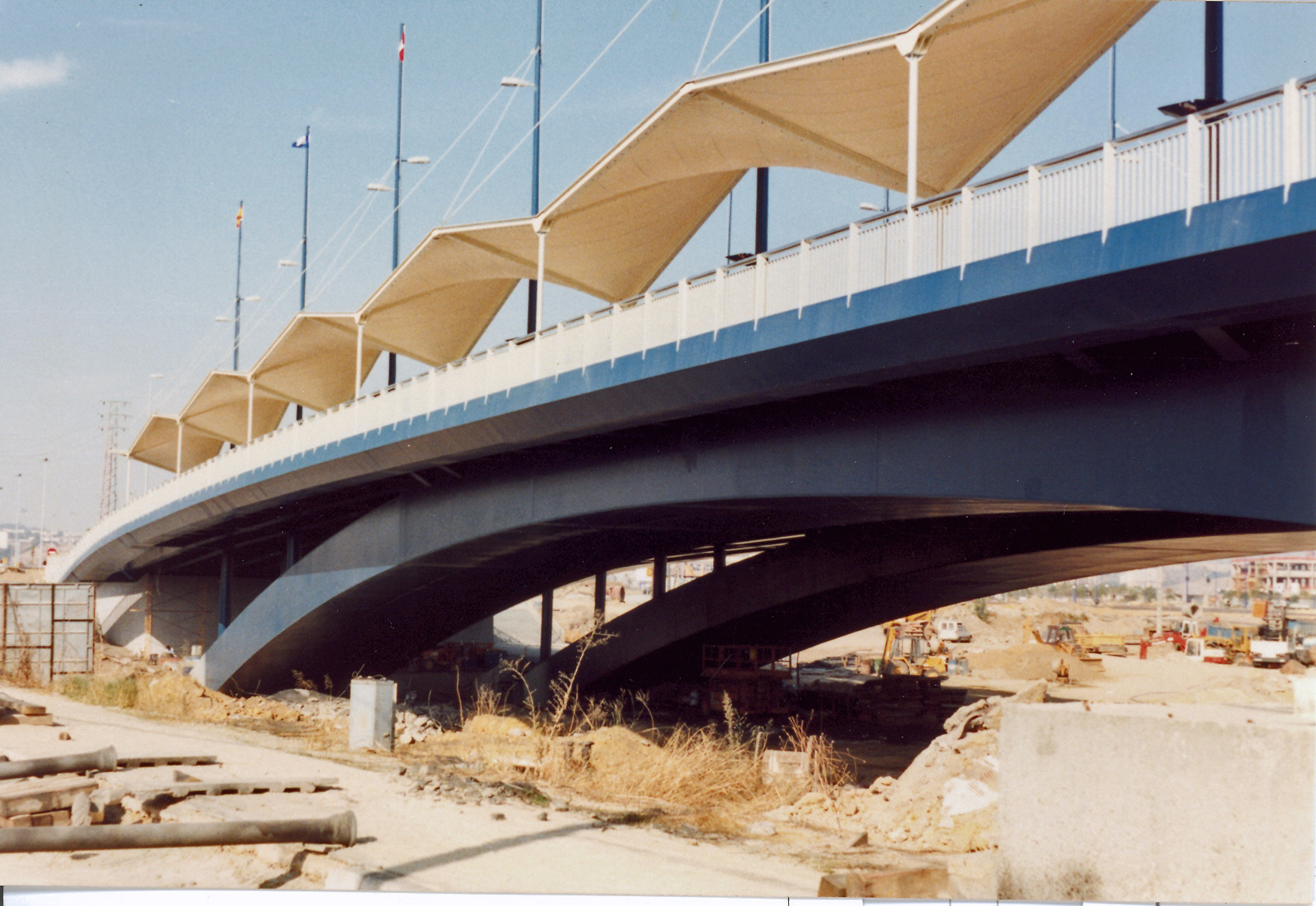
Vista del puente del Cristo de la Expiración, durante su construcción en 1991, en el que se observa el entonces cauce desecado de esta zona del río Guadalquivir.

Hasta 1991, el paso del río Guadalquivir por la ciudad de Sevilla se encontraba cortado en una parte del cauce. En ese año se decidió recuperar el antiguo recorrido y se eliminó el denominado tapón de Chapina, que impedía el paso del agua, lo que supuso la recuperación de más de cuatro kilómetros de río. La zona del corte era un punto estratégico de comunicaciones de la ciudad y se decidió la construcción de un puente que sustituyera al anterior paso terrestre.  El puente se construyó sobre el cauce seco cuando todavía no se había retirado el tapón de tierra.

## Nombres
Su nombre proviene de la proximidad de la capilla del Patrocinio, iglesia desde la que hace procesión la hermandad del Cristo de la Expiración en la Semana Santa. Dado que este cristo es conocido popularmente por el “Cristo del Cachorro”, el puente ha heredado también esta denominación. También recibe habitualmente el nombre de “puente de Chapina”.
De forma popular también se conoció el puente, en su momento, como “puente de los Leperos” por el hecho expuesto de que primero se construyó el puente y después se hizo el cauce para que pasara el río y también coincidió su construcción con una época en que estaban de moda los chistes de Lepe. El hecho de que el puente recibiera popularmente ese nombre provocó que el ayuntamiento de Lepe, el día de los inocentes de 1991, hiciera una inocentada en la cual solicitaba que el puente recibiera oficialmente esa denominación y el pueblo de Lepe cobrara un canon por ello.